# Зжидоватілі
Зжидова́тілі (рос. — жидовствующие), релігійна секта, основним напрямком якої було відкидання божественності Христа. Зжидоватілі високо цінували Старий Завіт і зокрема дотримувалися Мойсеєвого закону, Трійцю, таїнства, церковну ієрархію, святкували Великдень разом із юдеями тощо.<Зжидоватілі перекладали книги Старого Завіту з давньоюдейської мови, в чому користувалися з допомоги знавців-юдеїв, а також наукові твори, зокрема філосовські («Логіка» Мойсея Маймоніда) й астрономічні («Шестокрил»). З Новгороду зжидоватілі поширилися до Москви, де до них приєднались навіть деякі вищі духовні особи. Пізніші суворі переслідування (спалювання, вирізування язика) зламали цей рух; рештки зжидоватілих втекли до Литви і Польщі, де збереглися до 19 ст. Звідси цар Микола І переселив їх над Чорне море і на Закавказзя.
Зжидоватілими також на почтаку 19 ст. також називали суботників, що дотримувались деяких юдейських обрядів, як обрізування, святкування суботи та ін.

## Єресь зжидоватілих

### Історія
Історія давньої української літератури — має на меті пояснити зміни, яким чином вони вплинули на літературні пам'ятки. Сліди важливих змін в розумових настроях українців і білорусів Литовської держави бачимо вже в другій половині XV ст. Одним з доказів є поява єресі так званих «зжидоватілих». Її в'яжуть звичайно з приїздом Михайла Олельковича в 1471 р. до Новгорода Литовського. З Олельковичем приїхало кілька юдеїв, між ними вчений юдей на ім'я Схарія. Останнього уважають батьком згаданої єресі, бо був ученою людиною. Саме тоді з'явилася серед юдеїв реформаційна течія, що відкидала талмуд і вертала до старого завіту. Ця течія зближалася з християнами й була в силі впливати на них. Таким юдеєм-реформатором уважають Схарію, ученість якого справила сильне враження на найосвіченіших великоросів з бояр і духовенства; між ними й знайшов Схарія своїх учнів.

## Вплив єресі зжидоватілих на письменство
Зжидоватілі відкидали догму про Святу Трійцю, тайни, почитания ікон, хрестів, мощей, відкидали церкву, пости й чернецтво, говорили, що месія ще не прийшов, що Христос був звичайною людиною і вмер, що юдейська віра походить від Бога, а християнство від чоловіка, що Діва Марія не була Богородицею, що треба держатися Мойсеєвого закону. Зжидоватілі займалися наукою: астрономією й математикою, а крім того астрологією, себто вмінням відгадувати за зорями, і іншими подібними забобонами, що в середніх віках прибрали на Заході форму «науки». Провідники й теоретики єресі писали книжки, в яких викладали свою науку, але ці книжки було знищено, коли собор осудив секту та її членів почали переслідувати. Під впливом цієї єресі з'явилися переклади Мойсеєвого «П'ятикнижжя», книги «Естирь», «Псалтирі», логіки, метафізики, космографії, повісті про сімох мудреців, деяких астрономічних і ворожбитських книжок. Ці переклади мають виразні сліди свого українського чи білоруського походження. Прикмети посланія Теодора, виданого з рукопису XVI ст., вказують швидше на Київ, ніж на Білорусь; той самий Теодор переклав Псалтир з юдейської мови в 1464—Д 473 рр. Соболевський дослідив з погляду на мову загадковий рукопис Синодальної Бібліотеки в Москві з середини XVI ст., який містить метафізику українською мовою. Видно, це був відгомін загального настрою, загальної потреби мати текст Святого Письма не в сумнівному традиційному тексті, але вірогіднішому, коли бачимо, як Теодор, так і віленські братчики, дбали про переклад старозавітних книг з юдейських оригіналів, що їх вважали єдино справжніми.